# 刘汉武
刘汉武（1933年1月—2019年1月31日），男，黑龙江桦川人，中华人民共和国政治人物，曾任黑龙江省人事厅厅长、党组书记，黑龙江省人大常委会副主任。